# Superleague Soccer
Superleague Soccer est un jeu vidéo de football développé et publié par Impressions Games en 1989 sur Amiga et Atari ST. Le joueur y incarne le président et l’entraineur d’une équipe de football  de première division. Afin d’obtenir de bon résultat, il doit d’abord gérer son budget et son effectif en recrutant ou en vendant des joueurs et en discutant leurs contrats. Une fois cette phase de gestion terminée, le joueur gère l’équipe au cours de ses matchs. Il peut pour cela contrôler ses onze joueurs à la fois afin notamment de définir la tactiques à adopter.

## Accueil
| Superleague Soccer |      |       |
| Média              | Pays | Notes |
| ACE                | GB   | 85 %  |
| Gen4               | FR   | 12 %  |
| ST Format          | GB   | 62 %  |
| The Games Machine  | GB   | 41 %  |